# 包装怒

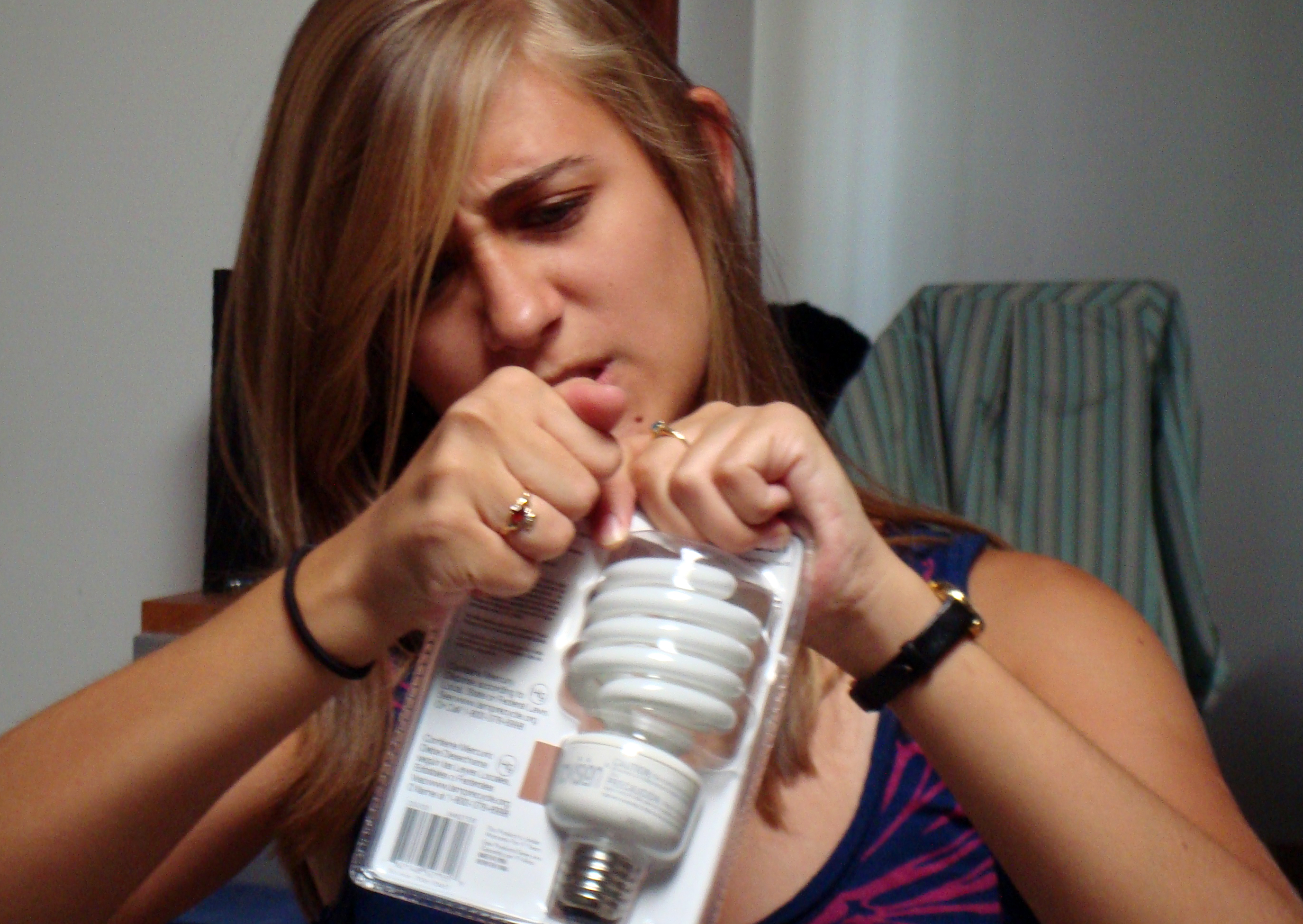
面对灯泡的塑料包装时的包装怒。

包装怒（英語：或）也称开箱怒，指很难打开产品包裝时所带来的高水平憤怒与挫折感，尤其常见于一些热封塑料的吸塑包装和蛤壳包装。每年都有上千人受到这种状况造成的伤害，例如被工具（用来开启包装）或者包装本身划破手指或扭到手腕，并且有时还损坏了包装裡的物品。易于打开的设计可以提高打开包装的便捷性。

## 背景
包装的设计方向有时必须要使其难以打开。例如，法规要求部分非处方药必须采用防篡改机制以防止预期客户之前的未授权开启，以及兒童安全包裝。其他被设计为难以开启的包装是为减少包装内容物偷窃和店舖盜竊。
硬塑料吸塑包装还可在运输时保护产品。此外，使用透明塑料使客户得以在购买之前直观地看到产品。
术语“wrap rage”本身是媒体关注这一现象而产生。虽然早在1998年就已有其他变体被使用，例如“packaging rage”。Word Spy认为每日电讯报最早在2003年使用“wrap rage”一词。美国方言学会认定该词语为2007年最有用的词语之一。

## 挫折与伤害
2006年，《消费者报告》杂志为最难打开的产品包装设立了牡蛎奖（Oyster Awards），展现出包装怒现象。《匹兹堡邮报》的一则有关包装怒的故事被科尔伯报告选中，主持人｜Stephen Colbert尝试用一把小刀取出塑料包装中的一个新计算器，结果无济于事。
根据Yours杂志的一次调查，在2000名受访者中，99%表示包装在过去10年里变得愈加难开，97%的受访者说包装过剩，以及60%的受访者说他们购买了包装更易于打开的产品。在考克斯商学院进行的一项调查中，接近80%的家庭对塑料包装表示“恼火、沮丧或彻底的愤怒”。消费者在描述这些产品时也倾向于使用如“怨恨”和“困难”之类的词语。
消费者有时使用潜在不安全的工具来尝试打开包装，例如剃刀片、多用途刀、剪钳或碎冰锥。在Yours的调查中，71%的受访者表示他们曾在打开食品包装时受伤。最常见的受访者伤害是在打开包装时：“切到手指、切到手、扭伤手腕、手瘀伤，以及肩部肌肉拉伤。”根据英国的一项研究，每年有超过6万人因开封食品包装受伤而接受住院治疗。美國消費品安全委員會估计，2004年美国因尝试开启包装而导致了6,500人次的急诊室就诊。2009年由美国医学研究所进行的一项研究发现，17%的21岁以上成年人至少受伤一次或知道有人在打开节日或生日礼物时受伤。

## 解决方案

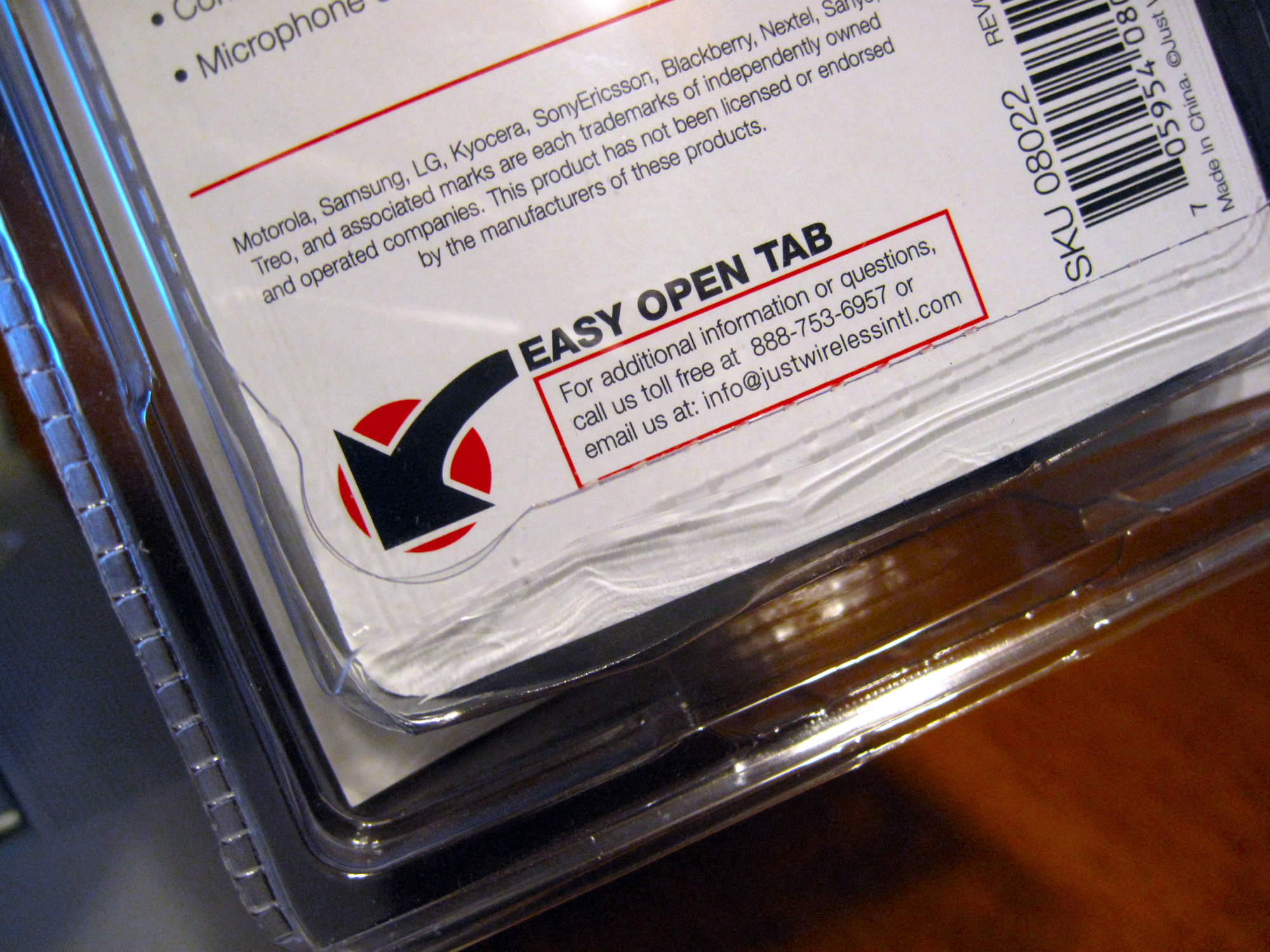
具有创新性（含易于打开的突出部）的包装已被用来解决客户开启标准蛤壳式包装时的困难。

### 包装设计
如果包装商和零售商愿意，有许多种解决方案可以使客户能更容易地拿取包装内的物品。但在易于拿取的同时，也容易造成更高的被盗率。
一些公司正在使他们的包装更容易被消费者打开，以帮助减少沮丧感。其他公司则继续坚持包装的防篡改（避免开启）特性。推动改进包装的力量包括消费者、零售商以及老年人，他们发现随着年龄的增长，打开包装变得越来越困难。
长期以来，已经有多种使包装容易开启的方法可用。这包括穿孔、撕带和断开设计。但一些易开启的特性可能增加包装的成本。

### 开启
家用剪刀或多用途刀有时被用于打开难以开启的包装。锡剪对有韧性的塑料有效。高级的复合金属剪刀的机械优势使其即使用很少的手部力量也能轻松开启包装。有些包装还可以用普通的家用開罐器开启。